# 岡本忠能
岡本 忠能（おかもと ただよし、1847年（弘化4年11月） - 1927年（昭和2年）11月3日）は、大日本帝国陸軍軍人。最終階級は陸軍少将。功四級。

## 経歴
のちの東京府出身。1898年（明治31年）2月、歩兵第43連隊長に補され、1901年（明治34年）5月、陸軍歩兵大佐に進む。同年11月、予備役に編入するが、日露戦争の開戦により召集を受け後備歩兵第46連隊長として出征した。1906年（明治39年）5月、陸軍少将に進級と同時に再び予備役に編入した。

## 親族
- 長男：岡本忠雄（陸軍少将）[3]